# جلال كاملي مفرد
جلال كاملي مفرد ((بالفارسية: جلال کاملی‌مفرد)؛ مواليد 15 مايو 1981) لاعب كرة قدم إيراني يجيد اللعب في مركز الدفاع مع نادي بيكان. ولد جلال كاملي في مدينة الفلاحية وينحدر من أصل عربي.

## روابط خارجية
- جلال كاملي مفرد على موقع قاعدة بيانات كرة القدم.إي يو (الإنجليزية)
- جلال كاملي مفرد على موقع ناشيونال فوتبول تيمز (الإنجليزية)
- جلال كاملي مفرد على موقع Soccerway.com (الإنجليزية)
- جلال كاملي مفرد على موقع عالم كرة القدم.نت (الإنجليزية)